# Johan Axel Setterdahl
Johan Axel Setterdahl, född 9 mars 1856 i Oppeby socken, Östergötlands län, död 17 januari 1919 i Slaka socken, Östergötlands län, var en svensk präst och personhistoriker. 

## Biografi
Johan Axel Setterdahl föddes 9 mars 1856 på Sätra i Oppeby socken. Han var son till hemmansägaren Nils Magnus Nilsson och Carolina Jacobsdotter. Setterdahl studerade i Linköping och blev student vid Uppsala universitet, Uppsala höstterminen 1879. Han tog teologisk-filosofisk examen 15 september 1883, teoretisk teologisk examen 30 januari 1886 och praktisk teologisk examen 29 maj 1886 vid Uppsala universitet. Setterdahl prästvigdes 25 juli 1886 och blev 1 oktober 1898 komminister i Slaka församling, Slaka pastorat, tillträde 1900.
När K.G. Odén arbetade med sin matrikel över Östgöta nation i Uppsala, Östgötars minne (1902), blev Setterdahl ombedd att granska och komplettera manuskriptet. Detta inspirerade honom att utge ett motsvarande arbete för Östgöta nation i Lund. Efter ett nära tioårigt förberedelsearbete utgav han 1913 Östgöta nation i Lund 1668–1913. Biografiska och genealogiska anteckningar jämte historik. Hans arbete kompletterade den av Carl Sjöström utgivna långa serien av motsvarande arbeten för Lunds övriga studentnationer.
Tillsammans med Johan Alfred Westerlund fick han biskopens uppdrag att utge ett nytt herdaminne för Linköpings stift. Detta omfattande prästbiografiska arbete påbörjades 1915 och har hittills utkommit i fem band, men har avbrutits innan hela stiftet behandlats.  
Han medarbetade med ett stort antal släktmonografier i Victor Örnbergs Svenska ättartal (5–10, 1889–1894) och i Karl K:son Leijonhufvuds Ny svensk släktbok (1903–1906), och i Torsten Ugglas och Vilhelm Ljungfors Svenska släkter (1908)  och utgav Linköpings stifts matrikel 1902. 
Setterdahl var en framstående kännare av Östergötlands och Linköpings stifts genealogiska förhållanden och kultur- och personhistoria vars arbeten är av bestående referensnatur.

### Familj
Setterdahl gifte sig 15 maj 1900 med Sofia Fredrik Bursie (född 1870). Hon var dotter till kollegan Otto Fredrik Bursie och Helena Margareta Andersson i Vadstena. De fick tillsammans barnen Ellen Sofia (1901–1910), Claes Axel (1902–1956), Nils Fredrik (1907–1958) och Ingrid Helena Carolina (född 1910).